# Hermann Frölich

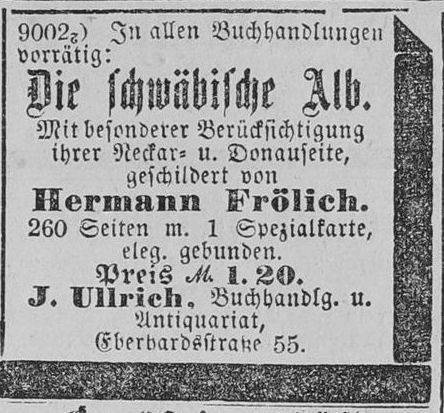
Werbeanzeige für das Buch "„Die schwäbische Alb“ von Hermann Frölich (Neues Tagblatt, 27. Mai 1885)

Hermann Frölich (* 3. August 1827 in Stuttgart; † 12. Mai 1888 ebenda) war ein deutscher Lithograf und Autor.

## Leben
Frölichs Vater war Kanzleirat im Württembergischen Ministerium des Äußeren, seine Mutter war Caroline Frölich, geb. Wohlfahrt (1799–1875). Er selbst lernte Buchhändler und war später als Lithograf tätig. Der Stuttgarter Oberbaurat Georg von Morlok stellte Frölich anschließend im Baubüro des sog. Postdörfle an, einer von 1868 bis 1870 an der Bahnhofstraße über dem Güterbahnhof erbauten Siedlung von 34 Gebäuden mit Wohnungen für niedere Bedienstete der Eisenbahn und Post.
Nach der Erkrankung seiner Mutter zog Frölich sich ins Privatleben zurück und war nun als Autor aktiv, indem er zahlreiche Schriften, insbesondere zur Geschichte Stuttgarts und Württembergs verfasste. Von ihm stammen auch Reiseführer zu verschiedenen badischen und württembergischen Orten und Gebieten sowie ein Band mit Gedichten. Über diesen Gedichtband hieß es 1875 in der Zeitung „Schwäbischer Merkur“: „Der sittliche Geist, der aus diesen Ergüssen athmet, empfiehlt sie alten und jungen Lesern und läßt da und dort Mängel der Form übersehen“.
Frölich heiratete erst 1882, aus der Ehe ging ein Sohn hervor. Hermann Frölich wurde auf dem Fangelsbachfriedhof in Stuttgart bestattet.

## Schriften
- Herrenalb: Kaltwasser-Kurort bei Wildbad und seine Umgegend. In Commission von  Adolph Schiller, Stuttgart 1863 (Digitalisat).
- Der Schwarzwald mit besonderer Berücksichtigung von Baden-Baden. Goldschmidt, Berlin 1869 (Griebens Reise-Bibliothek; 36).
- Die Solitude, das Schloß und die Cur-Anstalt mit Umgebungen. Lindenberger, Leonberg 1869.
- Das Schloß und die Akademie Hohenheim mit den K. Privatgestüten Kleinhohenheim, Scharnhausen und Weil. Lindenberger, Leonberg 1870.
- Der Bodensee und seine Umgebung: sowie das Rheinthal von Rheineck bis zur Via mala. Helb, Neu-Ulm 1871 (Digitalisat).
- Die Schwäbische Alb: mit besonderer Berücksichtigung ihrer Neckar- u. Donau-Seite. Levy & Müller, Stuttgart 1872.
- Das Quartier für nieder Bedienstete der Verkehrsanstalten in Stuttgart. In: Schwäbischer Merkur / Schwäbische Kronik, Nr. 218, 13. September 1872, S. 3553 (Digitalisat).
- Das Kloster Bebenhausen nach seiner Vergangenheit und Gegenwart geschildert. Tübingen 1873.
- Der Kaltwasser- und Luftkurort Herrenalb und seine Umgegend. Fues, Tübingen 1874.
- Knospen und Blüthen: Gedichte. Rupfer, Stuttgart 1875.
- Die Festungsruinen Hohentwiel und ihre Umgebung. Rupfer, Stuttgart 1876.
- Führer auf den württembergischen Eisenbahnen: landschaftliche, merkantilische und gewerbliche Schilderung aller Stationen und ihrer Sehenswürdigkeiten. Rupfer, Stuttgart 1876.
- Aus Stuttgarts Vergangenheit. Teil 5: Die Lustgrotte. In: Neues Tagblatt. Jg. 36, Nr. 74, 29. März 1879, Beilage, S. 1 (Digitalisat).
- Illustrirter Führer durch Württemberg: Landschaftliche, merkantilische und gewerbliche Schilderung aller Stationen mit Umgebung und ihrer Sehenswürdigkeiten. 4. Auflage, Rupfer, Stuttgart 1883.
- Advent, Weihnacht und Neujahr, Teil I. In: Neues Tagblatt, Jg. 42, Nr. 281, 1. Dezember 1885, Zweites Blatt, S. 1 (Digitalisat).
- Advent, Weihnacht und Neujahr, Teil II. In: Neues Tagblatt, Jg. 42, Nr. 286, 6. Dezember 1885, Zweites Blatt, S. 1 (Digitalisat).
- Vom Palmfest bis Trinitatis, Teil I. In: Neues Tagblatt, Jg. 43, Nr. 95, 23. April 1886, S. 2 (Digitalisat).
- Vom Palmfest bis Trinitatis, Teil II. In: Neues Tagblatt, Jg. 43, Nr. 96, 25. April 1886, Drittes Blatt, S. 1 (Digitalisat).
- Das Reformationsfest. In: Neues Tagblatt, Jg. 44, Nr. 260, 6. November 1887, S. 10 (Digitalisat).
- Das Neujahr. In: Neues Tagblatt, Jg. 44, Nr. 306, 31. Dezember 1887, S. 2 (Digitalisat).
- Fastnacht. In: Neues Tagblatt, Jg. 45, Nr. 36, 12. Februar 1888, S. 1 (Digitalisat).
- Palmsonntag. In: Neues Tagblatt, Jg. 45, Nr. 74, 28. März 1888, S. 2 (Digitalisat).
- Himmelfahrtsfest. In: Neues Tagblatt, Jg. 45, Nr. 109, 10. Mai 1888, S. 2 (Digitalisat).
- Graf Eberhard der Jüngere und das Kloster zu Kirchheim. Ein mittelalterliches Kulturbild. In: Neues Tagblatt, Jg. 45, 26. August 1888, S. 2 (Digitalisat).